# Alvar Aalto
Pour les articles homonymes, voir Aalto.
Alvar Aalto (/ˈɑlʋɑr ˈɑːlto/, né le 3 février 1898 à Kuortane et mort le 11 mai 1976 à Helsinki) est un architecte, dessinateur, urbaniste et designer finlandais, adepte du fonctionnalisme et de l'architecture organique.

## Présentation
Son travail comprend également le mobilier, les textiles et la verrerie, ainsi que des sculptures et des peintures, bien qu'il n'ait jamais été considéré comme un artiste : il considère la peinture et la sculpture comme les « branches de l'arbre dont le tronc est l'architecture ». Le début de carrière d'Aalto va de pair avec la croissance économique rapide et l'industrialisation de la Finlande, au cours de la première moitié du XXe siècle et bon nombre de ses clients étaient des industriels, dont la famille Ahlström-Gullichsen. L'étendue de sa carrière, des années 1920 aux années 1970, se reflète dans les styles de son œuvre, allant du classicisme nordique des premières années, au modernisme rationnel de style international, dans les années 1930, en passant par un modernisme plus organique, à partir des années 1940. Cependant, ce qui caractérise toute sa carrière, c'est le souci du design en tant qu'œuvre d'art totale (en Gesamtkunstwerk, qui fait qu'avec sa première femme Aino Aalto, il conçoit non seulement les bâtiments, mais aussi les surfaces intérieures, les meubles, lampes, ameublement et la verrerie. Bien que la Finlande ne soit pas un pays scandinave, ses créations de meubles sont assimilées à du design scandinave, dans le sens d'un souci de matériaux, en particulier, le bois, et de simplification mais aussi d'expérimentation technique, ce qui lui a valu des brevets pour divers procédés de fabrication, tels que le bois courbé. Le musée Alvar Aalto, conçu par Aalto lui-même, est situé dans ce qui est considéré comme sa ville natale de Jyväskylä.
Nombre de ses bâtiments s'intègrent de façon harmonieuse dans le paysage, avec lequel ils forment un tout architectural. Le bois et la brique constituent ses matériaux de prédilection. Alvar Aalto a conçu lui-même les meubles pour la plupart de ses bâtiments. On lui doit entre autres la Villa Mairea à Noormarkku, la Maison Finlandia à Helsinki et le campus de l'université technique d'Helsinki.

## Biographie

### Jeunesse
Hugo Alvar Henrik Aalto naît à Kuortane. Ses parents, Johan Henrik Aalto et Selly Matilda (née Hackstedt), sont respectivement arpenteur-géomètre finnophone et agente de poste suédophone. Alors qu'Aalto a cinq ans, sa famille déménage à Alajärvi, puis à Jyväskylä. Il y étudie jusqu'en 1916, et prend des cours de dessin auprès d'un artiste local du nom de Jonas Heiska. 

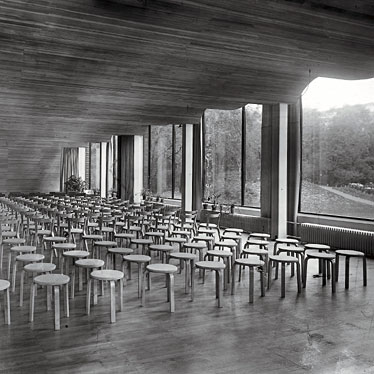
Auditorium de la Bibliothèque de Viipuri (1927-1935).

De 1916 à 1921, il fait ses études d’architecte à l'université technique d'Helsinki, puis entre dans la vie active.

### Carrière
Hugo Alvar Henrik Aalto est le plus célèbre architecte et designer finlandais. Il est aussi l’un des plus importants pionniers du design organique. Dès son plus jeune âge, ce fils de géomètre-arpenteur a manifesté de l’intérêt et des dispositions pour les arts.
Il s’occupe d’abord de la conception d’expositions et fait de nombreux voyages en Europe centrale, en Italie et en Scandinavie. En 1923, il ouvre son cabinet d’architecture à Jyväskylä. L’année suivante il épouse sa consœur Aino Marsio, qui deviendra sa plus proche collaboratrice.
S'intéressant aux arts décoratifs, il crée des modèles d'objet usuels et de meubles en bois laminés et courbés. Il met au point plusieurs modèles de sièges emblématiques du nouveau design des pays nordiques et le fameux vase Savoy qui reprend les formes de la nature de son pays. Il développe également une entreprise de design : Artek. Cette entreprise naît de son envie de rendre l'art accessible à tous. Cette enseigne existe encore aujourd'hui et on peut y trouver des meubles épurés, propre au style nordique.
Néanmoins, c’est d’abord en qualité d’architecte qu’Aalto va s'imposer sur la scène internationale.

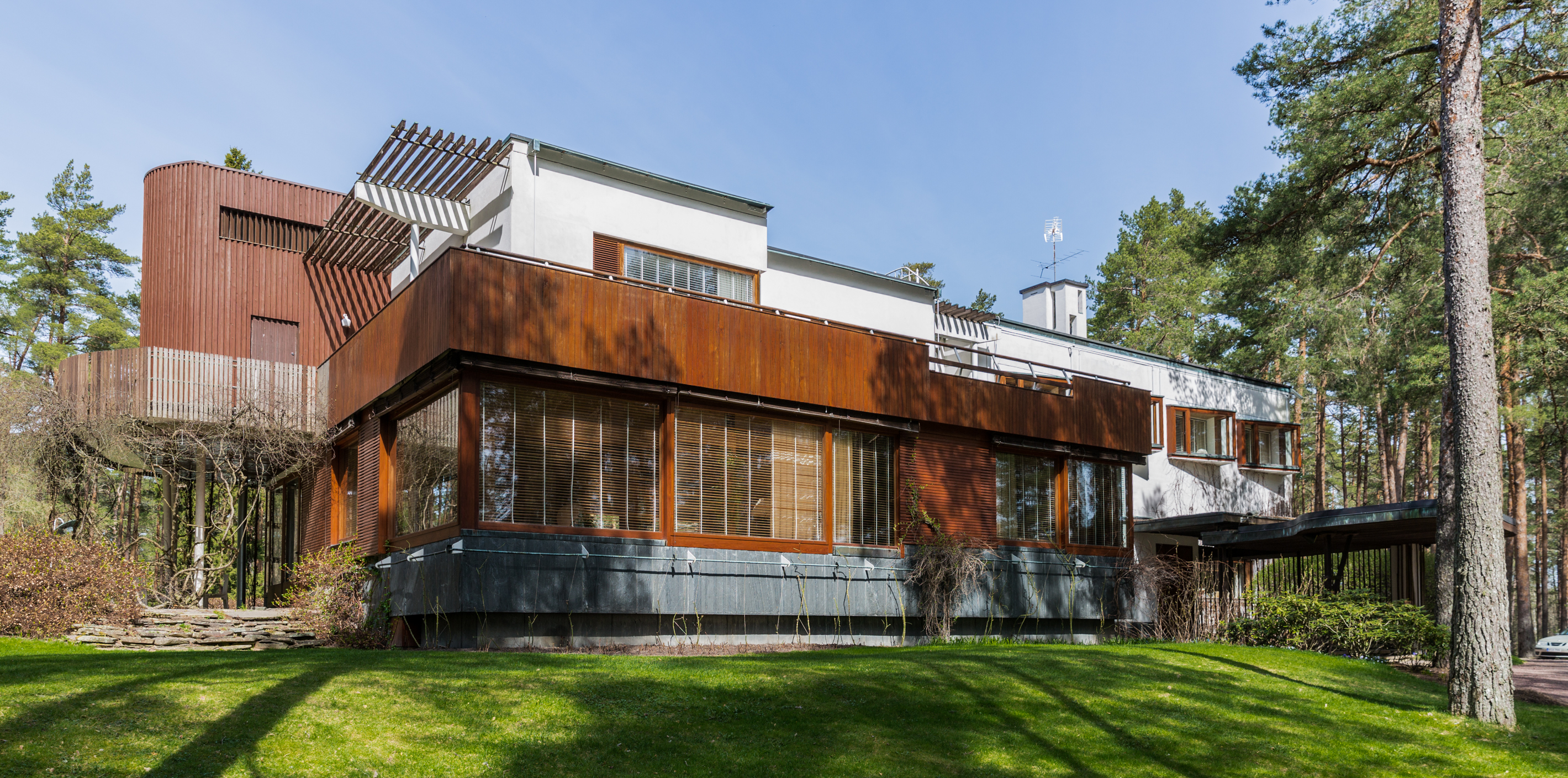
Villa Mairea à Noormarkku (1938-1939).

En 1929, il dessine l’immeuble du journal Turun Sanomat à Turku (son premier bâtiment fonctionnaliste), et deux ans plus tard il participe à la conception de l’exposition du 700e anniversaire de Turku, c'est son premier projet complet de style moderne présenté au public finlandais.
Ces débuts, déjà remarqués, seront suivis par de nombreuses réalisations architecturales largement saluées, la bibliothèque de Viipuri (maintenant Vyborg en Russie) (1927-1935), le sanatorium de Paimio (1929-1933) et le pavillon de la Finlande pour l’Exposition universelle de 1937 à Paris en 1937 et celle de 1939 à New York.

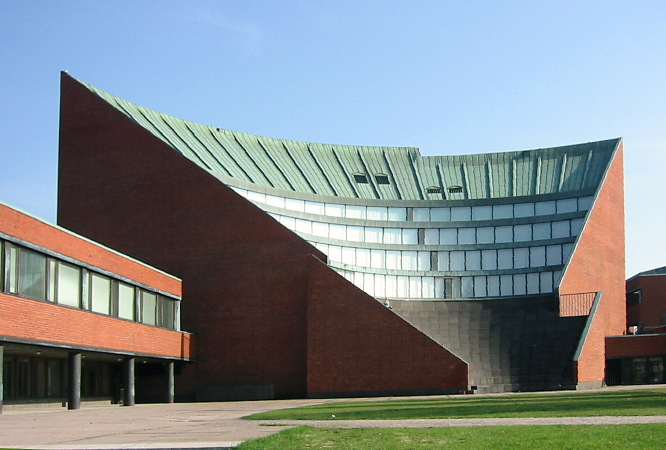
Université technique d'Helsinki (1949-1966).

Il joua un important rôle d'urbaniste en Finlande après la guerre (plans d'aménagement et plans généraux de Rovaniemi, Nynäshamn et Imatra).
Dès la fin des années 1920, Alvar Aalto, architecte et designer, se démarque de ses contemporains Walter Gropius, Le Corbusier ou Marcel Breuer, dont le rationalisme renvoie à l’utilisation de matériaux industriels comme l’acier et le verre qu'il considère trop froids. Il propose une vision plus humaniste et plus proche de la nature : il fait alors du contreplaqué son matériau de prédilection. Dès 1927 le couple Aalto-Marsio mène, avec Otto Korhonen, directeur technique d’une fabrique de meubles de la région de Turku (Huonekalu- ja Rakennustyötehdas), des expérimentations sur le contreplaqué collé et courbé. Ces expériences vont conduire à ses sièges les plus innovants sur le plan technique, le fauteuil no 41 (1931-1932) et le no 31 (1931-1932), en porte-à-faux, l’un des contemporains, l’autre faisant partie de son projet de Gesamtkunstwerk (œuvre totale) pour le sanatorium de Paimio. Grâce à sa technique de cintrage du bois, qui va permettre, pour la première fois, d’ancrer les pieds directement sous l’assise sans faire appel à un quelconque châssis ou à une structure supplémentaire, Aalto conçoit, en 1933, des séries de sièges à piètements en L (L-leg, 1932-1933), en Y (Y-leg, 1946-1947) et en éventail (fan-leg, 1954) dont le tabouret empilable no 60 à la demande de la bibliothèque de Viipuri.
À la fois fonctionnel et séduisant, ce design va immédiatement signaler à l’avant-garde internationale la nouvelle voie ouverte par l’usage de contreplaqué et l’émergence d’un vocabulaire de formes plus douces et chaleureuses. Le 8 novembre 1933, Fortnum & Mason, un grand magasin haut de gamme londonien a inauguré une exposition des meubles de Alvar Aalto, « Wood Only », organisée par Philip Morton Shand et le magazine Architectural Review (en). L'exposition a pour la première fois montré aux consommateurs et designers britanniques le potentiel esthétique du contreplaqué, un matériau auparavant rejeté en raison de son faible coût. L'année suivante, Shand et son collègue architecte Geoffrey Boumphrey ont fondé Finmar, détenant les droits exclusifs pour les meubles d'Aalto pour le Royaume-Uni. Pour répondre à l'afflux de commandes, le couple Aalto-Marsio fonde en 1935 la société Artek, qui édite également ses luminaires et créations de verre.

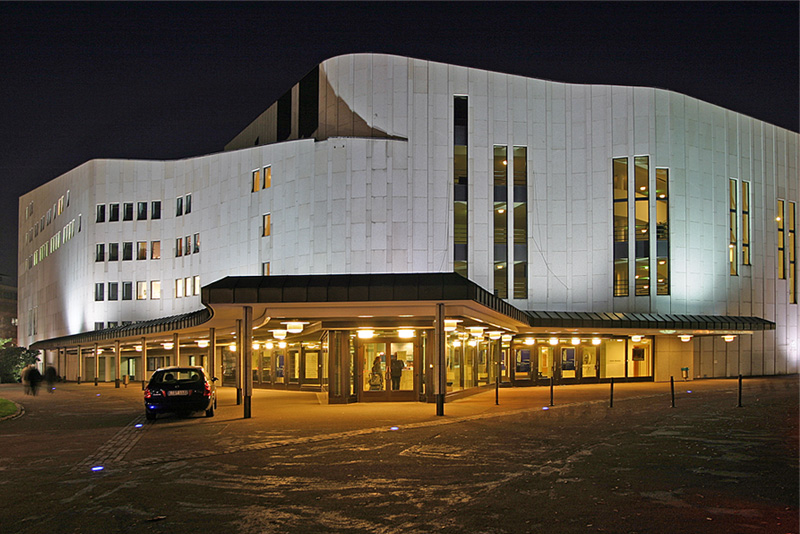
Opéra d'Essen, Allemagne. (1964).

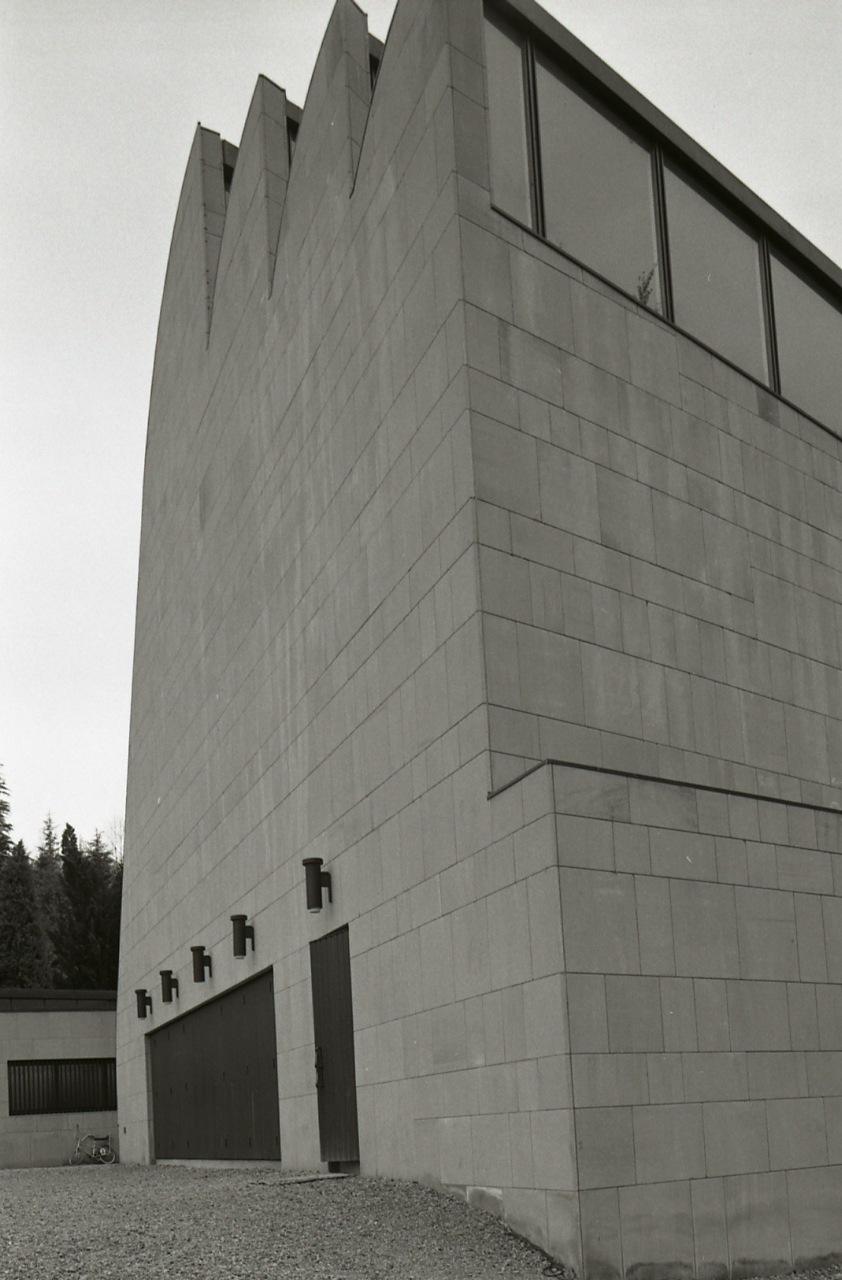
Église de Sainte Marie en Riola de Vergato (1966-1978). Photo par Paolo Monti, 1980.

Aalto collabore aussi en indépendant avec les verres Riihimäki (1933) et Iittala (1936). Tout comme son mobilier et son architecture, ses créations en verre se caractérisent par leurs formes organiques. Le Vase Savoy, aussi connu sous le nom Vase Aalto, de 1936, est devenu un classique. La forme sinueuse de cet objet pourrait être aussi une allusion à son nom de famille : aalto signifie vague en finnois. Quoi qu’il en soit, les lignes rythmiques et asymétriques du Savoy expriment la quintessence de la nature et annoncent les formes fluides qui seront la marque du design finlandais d’après-guerre. Inspirée par la relation entre l’homme et la nature, la démarche globaliste et humaniste d’Aalto est le terreau philosophique sur lequel le design finlandais s’est développé et épanoui.

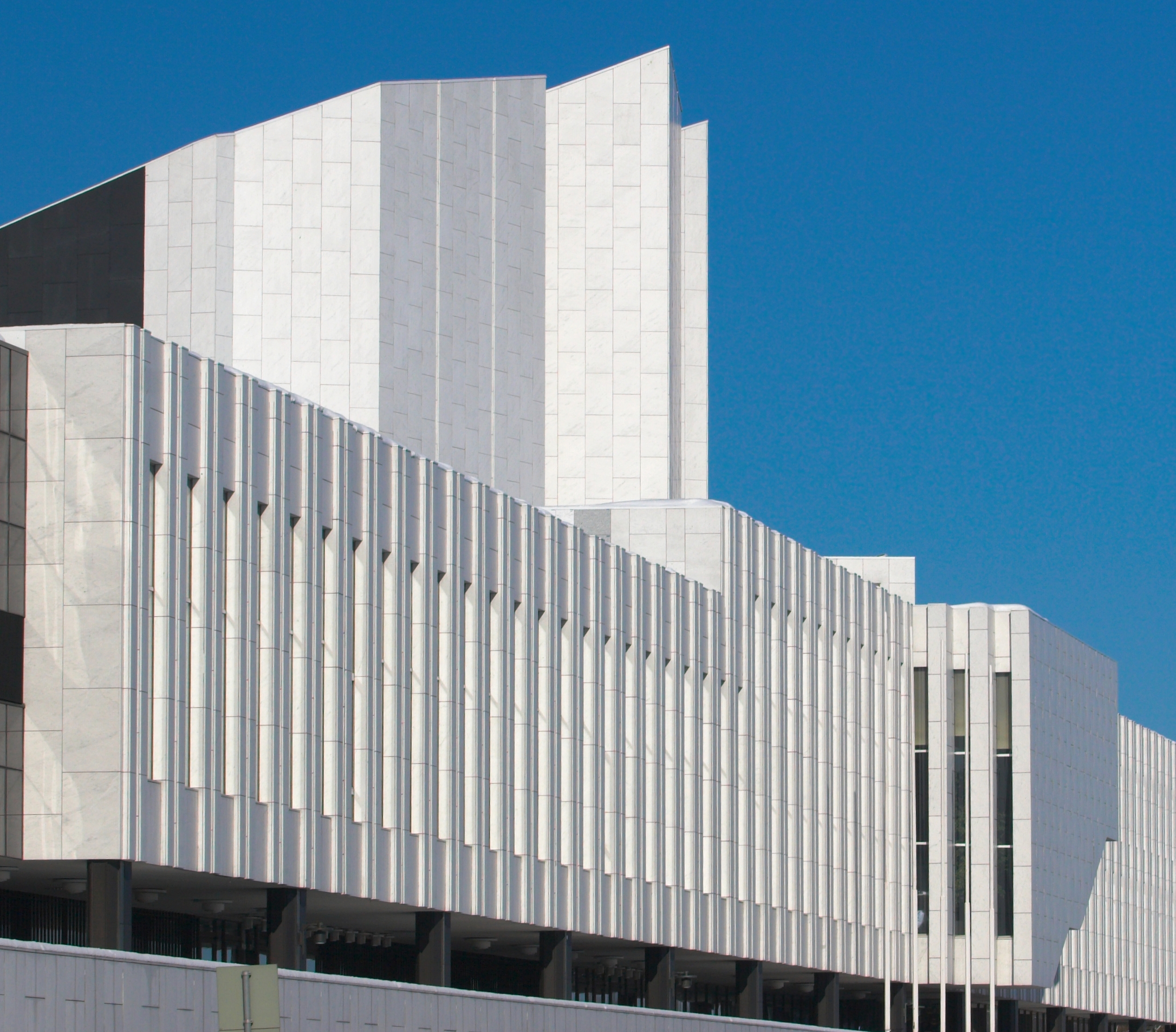
Maison Finlandia à Helsinki (1971).

Adepte convaincu de la vocation humanisante du design, Aalto refusait non seulement les formes géométriques rigides mais aussi les tubes métalliques et autres matériaux artificiels, qu’il jugeait trop éloignés de la nature. Son travail fut particulièrement bien accueilli au Royaume-Uni et aux États-Unis dès les années 1930 et 1940. Ses idées de « père fondateur du design organique » ont beaucoup influencé des designers d’après-guerre comme Charles Eames et Ray Eames.
En 1952, Aalto épouse l’architecte Elissa Mäkiniemi, avec qui il collabore jusqu'à sa mort. Le musée d’art moderne de New York lui a consacré trois grandes expositions (en 1938, 1984 et 1997).

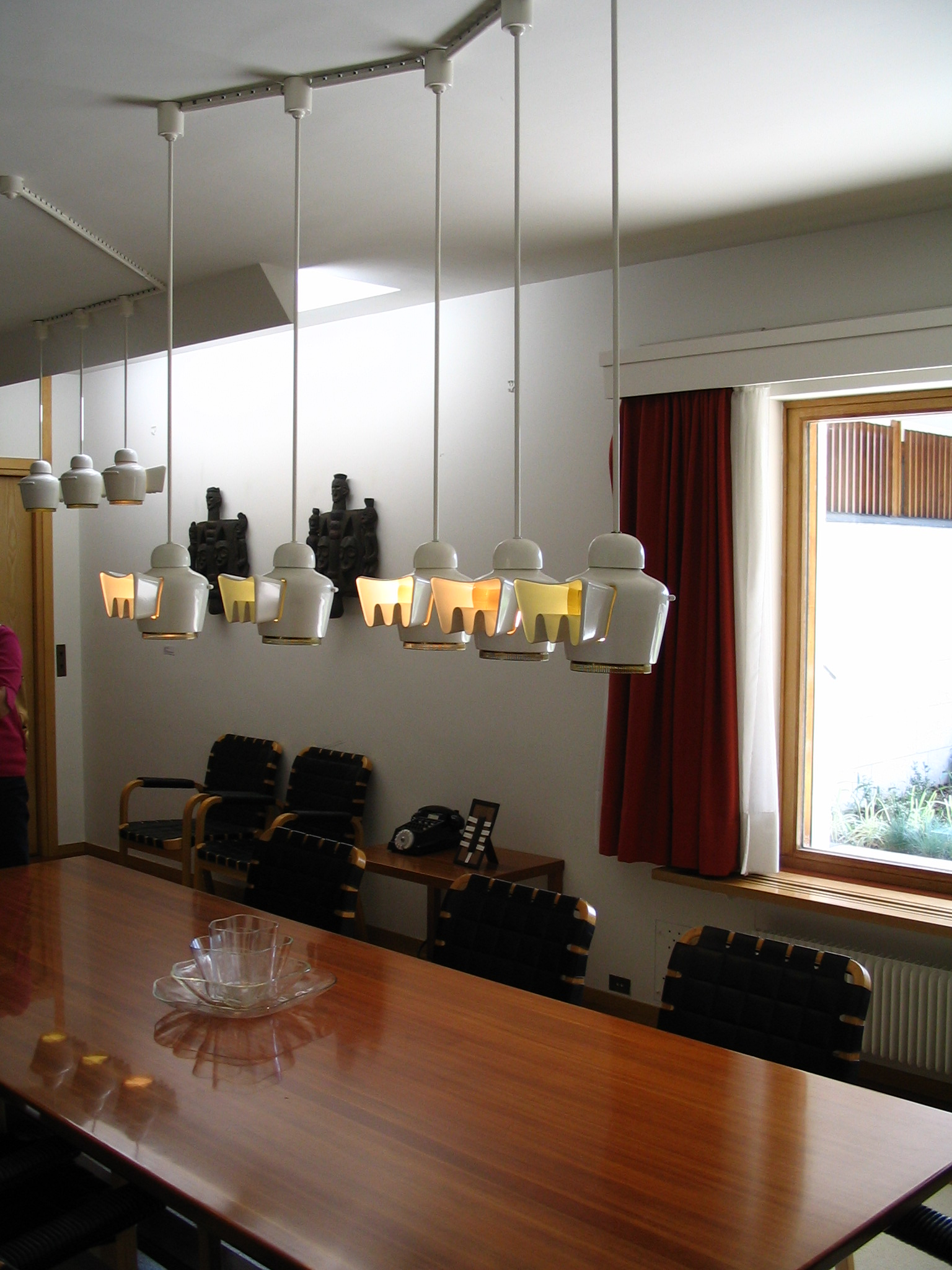
Mobilier et luminaires de la Maison Louis Carré.

Il a réalisé une œuvre abondante et très diverse dans le domaine de l'architecture collective industrielle ou privée (dortoir du MIT à Cambridge, Massachusetts, 1947-1949 ; maison de la culture à Helsinki, 1955-1958, etc.). Plus constructeur que théoricien, il a pris des partis fonctionnels et utilisé des éléments standardisés, mais il a surtout fait preuve d'une extrême liberté formelle. Évitant le recours systématique aux orthogonales, il a souvent préféré les lignes courbes ou obliques en rapport avec un plan libre et asymétrique, engendrant un espace continu aux subtiles articulations. Enfin, il s'est surtout préoccupé d'adapter ses constructions à la spécificité du programme et de les harmoniser avec le site environnant. Sa démarche s'apparente à bien des égards à celle de Frank Lloyd Wright.

## Principaux ouvrages

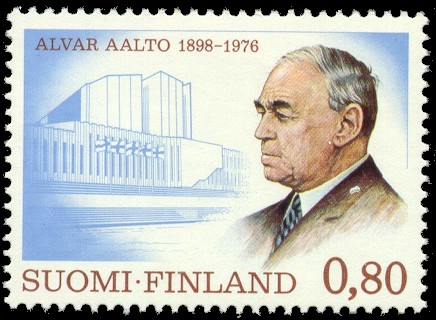
Timbre-poste représentant Alvar Aalto et la Maison Finlandia.

| Ouvrage                                            | Lieu                 | Construction |
| -------------------------------------------------- | -------------------- | ------------ |
| Bibliothèque de Viipuri                            | Viipuri              | 1927-1935    |
| maison et atelier d'Aalto                          | Helsinki             | 1934-1936    |
| Sanatorium de Paimio                               | Paimio               | 1929-1933    |
| Pavillon de la Finlande à l’Exposition spécialisée | Paris                | 1937         |
| Villa Mairea                                       | Noormarkku           | 1937-1939    |
| Résidence universitaire du MIT                     | Cambridge            | 1948         |
| Université technique d'Helsinki                    | Helsinki             | 1949-1966    |
| Mairie de Säynätsalo                               | Jyväskylä            | 1950-1952    |
| Musée de Finlande centrale                         | Jyväskylä            | 1961         |
| Musée Alvar-Aalto                                  | Jyväskylä            | 1973         |
| Église de Vuoksenniska                             | Imatra               | 1958         |
| Opéra d'Essen                                      | Essen                | 1964         |
| Maison Finlandia                                   | Helsinki             | 1970-1971    |
| Musée d'Art Moderne de Aalborg                     | Aalborg              | 1966–1972    |
| Bibliothèque de l’abbaye de Mount Angel            | États-Unis           | 1967–1970    |
| Maison des travailleurs                            | Jyväskylä            | 1924–1925    |
| Viitatorni                                         | Jyväskylä            | 1957–1962    |
| Église de Muurame                                  | Muurame              | 1926-1929    |
| Musée Alvar Aalto                                  | Jyväskylä            | 1971–1973    |
| Chambre agricole du sud-ouest de la Finlande       | Turku                | 1927-1928    |
| Bureaux de Turun Sanomat                           | Turku                | 1928–1929    |
| Villa Tammekann                                    | Tartu                | 1932         |
| Sunila                                             | Kotka                | 1936–1938    |
| Terassitalo                                        | Eura                 | 1939         |
| Rautatalo                                          | Helsinki             | 1955         |
| Kulttuuritalo                                      | Helsinki             | 1958         |
| Maison Louis Carré                                 | Bazoches-sur-Guyonne | 1957-1960    |
| Centre culturel de Wolfsburg                       | Wolfsburg            | 1959-1962    |
| Centre Aalto                                       | Seinäjoki            | 1960-1987    |
| Église de la croix                                 | Lahti                | 1975-1979    |
| Bibliothèque municipale                            | Alajärvi             | 1991         |

## Récompenses et distinctions
- 1925-1956, Membre du Congrès international d'architecture moderne[4]
- 1954, Médaille du Prince Eugène
- 1957, Médaille d'or royale pour l'architecture
- 1957, membre étranger honoraire de l'Académie américaine des arts et des sciences[5]
- 1960, docteur honoris causa de l'université norvégienne de sciences et de technologie[6]
- 1963, Médaille d'or de l'AIA
- 1963-1968, Président de l'Académie de Finlande
- Pour le Mérite
- Grand-croix de l'ordre du Faucon